# Молот и крест
«Молот и крест» (англ. The Hammer and the Cross) — роман в жанре альтернативной истории, написанный Гарри Гаррисоном в соавторстве с Джоном Холмом (псевдоним Тома Шиппи) и опубликованный в 1993 году. Первый роман трилогии (на русском языке некоторыми издательствами выпущена как тетралогия, последний том разбит на две книги). Книга рассказывает о возвышении главного героя по имени Шеф (Shef), внебрачного сына датского ярла Сигварда и англичанки леди Трит. Время и место повествования — Англия IX в. н. э.

## Сюжет
Конунг викингов Рагнар Лодброк схвачен после кораблекрушения на берегах Англии. Вопреки желанию короля нортумбрийцев Элла отпустить конунга за выкуп, ему приходится под давлением танов и монахов посадить Рагнара в погреб с гадюками, где тот принимает мученическую смерть. Предводитель отряда викингов норвежец Бранд из Галогаланда отправляется в крепость Рагнара Бретраборг и сообщает об этом сыновьям Рагнара, при этом насмехаясь над ними. Ивар, Сигурд, Убби и Хальвдан приносят нерушимые клятвы Браги о мести, собирают огромное войско и высаживаются в Восточной Англии. Братья посылают на разведку отряд ярла Сигварда, тот разбивает ополченцев тана Вульфгара. Шеф бежит с поля боя вместе с таном Эдриком, поместье Вульфгара разграблено, самого Вульфгара превратили в heimnar (живой труп, ему отрубили руки и ноги и припекли железом, чтобы он не истёк кровью). Девушек (в их числе и Годиву) и некоторых мальчиков викинги увели для дальнейшей продажи на невольничьих рынках. Шеф решает любой ценой спасти Годиву, к нему присоединяется Ханд. Сигвард дарит Годиву Ивару. Его удивляет сдержанная реакция викингов и тут он вспоминает о странном прозвище Ивара - Бескостный.
Они добираются до укреплённого лагеря викингов. Неподалёку от лагеря они становятся свидетелями странной церемонии. Шеф заговаривает со жрецом. Торвином, который объясняет, что он является последователем Асгардвегра, то есть Пути в Асгард. Он соглашается принять его в качестве подмастерья в кузницу, Ханд же поступает к жрецу целителю Ингульфу. Ханд сообщает Шефу, что Годива находится в страшной опасности, Ивар со временем убивает всех своих наложниц. Шеф пытается связаться с Годивой, но его замечает Муиртайг, предводитель ирландцев-ренегатов. Муиртайг предалает ему сразиться с одни из своих воинов,но Шеф неожиданно побеждает. Ивар, заявляет что потерял бойца и берёт Шефа в своё войско. Ночью на лагерь совершает нападение король восточных англов Эдмунд. Шеф решает воспользоваться суматохой и освободить Годиву.

## Персонажи
- Шеф — приёмный сын Вульфгара, тана из Восточной Англии. Отец Шефа — датский ярл Сигвард, изнасиловал мать Шефа, леди Трит во время рейда на Англию. Мать хотела дать сыну имя Хольфден («наполовину датчанин»), но Вульфгар воспротивился и назвал пасынка «собачьим» именем. Описывается как «высокий, с прямой, как стрела, спиной воина; но цвет лица его тёмен, и облачён он в скромную блузу и шерстяные штаны».
- Ханд — бывший раб, «пожалуй, самый бесправный и обездоленный человек во всём Эмнете». «Зубодёр», хороший травник.
- Годива — дочь Вульфгара от наложницы и возлюбленная Шефа.
- Бранд — «Великий Ратоборец из Галогаланда, что в Норвегии. Зовут его Вигой-Брандом. Это означает Бранд-Убийца». Описывается как очень высокий человек могучего телосложения.
- Торвин — жрец бога Тора, кузнец.
- Ингульф — жрец богини Идун, целитель.

## Трилогия
- Молот и Крест (1993)
- Крест и Король (1994)
- Король и Император (1996)